# Advent Christian Church
Az Advent Christian Church egy amerikai központú, az adventizmus irányzatához tartozó, keresztény egyház, amelyet William Miller tanításaira építettek.

## Története

### Előzmények

A milleriták és az adventizmus szakadásai

A baptista William Miller éveket töltött el Dániel könyve és a Jelenések könyve tanulmányozásával. 1831-ben megállapította, hogy a Második Eljövetel 1843-ban vagy 1844-ben következik be. További új elképzelésekkel is előállt, és terjeszteni kezdte tanait. 
Több ezren hittek neki, eladták birtokaikat; őket nevezték milleritáknak. Miller jóslatai azonban nem teljesültek. Jonathan Cummings (1785–1867) 1854-re módosította a dátumot. Több adventista prédikátor – Charles F. Hudson (1795–1881) és George Storrs (1796–1879) – azt tanította, hogy a halhatatlanság feltételhez van kötve, az automatikusan halhatatlan lélek doktrínáját elvetették, mondván, hogy az a görög filozófiából származik, Ádám és Éva pedig elvesztették a halhatatlanságot, amikor vétkeztek. Azt állították, hogy csak néhányan kapnak örök életet, a maradéknak pedig várni kell a feltámadásra, amikor is az ítélet lesz. Akik nem felelnek meg a követelményeknek, arra a megsemmisülés vár. Ezen nézetek egy része a millerita mozgalom közvetítésével került az egyházba, s ők is hatottak a milleritákra.

### Az egyház alapítása
Az egyházat 1861-ben alapították meg Jonathan Cummings (1785–1867) és követői Worcesterben (Massachusetts állam).
1863-ban John T. Walsh és George Storrs megalakította a Life and Advent Union egyházat Új-Angliában. 1893-ban az Aurora University elindította a Mendota szemináriumot, amelyen adventista tanokat oktattak. A 20. században a Life and Advent Union követői beolvadtak az Advent Christian Churchbe.

## Főbb hittételek
- A Biblia tévedhetetlen, tartalmazza a hit gyakorlásának szabályait, gyakorlatias;
- az üdvösség bárki számára elérhető, aki bűnbánatot tart, hűséget fogad az Istennek és elfogadja, hogy Jézus, a Krisztus visszatér;
- a halottak lelke alvó állapotban van;
- a halhatatlanság feltételekhez kötött;
- kötelező a keresztelés, az alámerülés vízbe;
- kötelező az Úrvacsora.

## Tevékenységük
1990-ben 23.794 tagot számláltak az USA-ban 329 gyülekezetben. Az egyház legtöbb híve Georgia, Észak-Karolina, Dél-Karolina, Virginia és Nyugat-Virginia államokban lakik.
Az egyház missziókat szervez, tanít, kiadványokat készít, házhoz megy, tábort szervez. Tagja a Evangelical Council for Financial Accountability, Evangelical Foreign Missions Association és a National Association of Evangelicals szervezeteknek is.
Háromévente összegyűl a kongresszus.

### Külső hivatkozások
- United States. Bureau of the Census, William Chamberlin Hunt, Edwin Munsell Bliss: Separate denominations, history, description, and statistics. U.S. Government Printing Office, 1919
- Adherents.com
- Advent Christian General Conference
- Aurora University
- The Advent Christian Church – An Introduction
- History of the Second Advent Message and Mission, Doctrine and People by Isaac Wellcome (1874)
- Churches and Church Membership in the United States (1990), Glenmary Research Center
- Encyclopedia of American Religions, J. Gordon Melton, editor
- Handbook of Denominations in the United States, by Frank S. Mead, Samuel S. Hill, and Craig D. Atwood
- Midnight and Morning: The Millerite Movement and the Founding of the Advent Christian Church, by Clyde E. Hewitt

## Lásd még
- millerita mozgalom
- adventizmus
- Joshua Vaughan Himes